# Jean-Paul Martin du Gard
Jean-Paul Martin du Gard (francès: Jean-Paul Martin-du-Gard)  (7è districte de París, 3 de maig de 1927 - 15è districte de París, 26 de febrer de 2017) fou un atleta francès, especialista en els 400 metres, que va competir durant la dècada de 1950. Era fill de l'escriptor Maurice Martin du Gard i un cop retirat exercí d'arquitecte. Entre el 1998 i el 2003 fou president de la secció d'atletisme del Paris Université Club.
El 1952 va prendre part en els Jocs Olímpics d'Estiu de Hèlsinki, on fou sisè en els 4x400 metres del programa d'atletisme. Quatre anys més tard, als Jocs de Melbourne, disputà dues proves del programa d'atletisme. En ambdues quedà eliminat en sèries.
En el seu palmarès destaca una medalla d'or en els 4x400 metres al Campionat d'Europa d'atletisme de 1954, formant equip amb Pierre Haarhoff, Jacques Degats i Jean-Pierre Goudeau. També guanyà una medalla d'or en els 4x400 metres dels Jocs del Mediterrani de 1951, una medalla de plata en els 400 metres al Festival Mundial de la Joventut i els Estudiants de 1953, i el campionat nacional dels 200 metres de 1955. Millorà en tres ocasions el rècord nacional dels 4x400 metres.

## Millors marques
- 200 metres. 21.6" (1954)
- 400 metres. 47.7" (1952)[2]